# Vranovac (Peć)
Pour l’article homonyme, voir Vranovac.
Vranoc en albanais et Vranovac en serbe latin (en serbe cyrillique : Врановац) est une localité du Kosovo située dans la commune/municipalité de Pejë/Peć et dans le district de Pejë/Peć. Selon le recensement kosovar de 2011, elle compte 959 habitants, tous albanais.

## Histoire
Sur le territoire du village se trouve un site archéologique qui remonte à une période allant du VIIIe siècle av. J.-C. au Ve siècle ; mentionné par l'Académie serbe des sciences et des arts, il est inscrit sur la liste des monuments culturels du Kosovo.
Vranoc/Vranovac compte deux tours-résidences, celle de Syla Regjëva (XVIIIe siècle) et celle d'Ali Bajraktar (XVIIIe-XIXe siècles) ainsi qu'un moulin, tous trois proposés pour une inscription par le Kosovo.

## Démographie

### Évolution historique de la population dans la localité
| 1948 | 1953 | 1961 | 1971 | 1981 | 1991 | 2011 |
| ---- | ---- | ---- | ---- | ---- | ---- | ---- |
| 406  | 419  | 467  | 618  | 752  | 760  | 959  |

|  |